# Lula
Lula je sprava koja se koristi za pušenje. Struktura lula je veoma različita, ali se većina lula sastoji od djela gdje se nalazi supstanca koja se puši (najčešće duhan), i nekog vida cijevi koja dovodi dim do usta. Osnovni dijelovi lule su glava lule i vrat lule s kanalom za zrak (dim), te usnik s tenonom.
Lule su se vremenom modernizirale, a kroz povijest su se pravile od različitih materijala kao što su glina, keramika, staklo, "morska pjena" (stiva), porculan, kamen, drvo i različitih kombinacija. Neke lule se prave s posebnom mehanikom kao što su vodene lule. Postoje i skupocjene lule koje su ukrašene dragim kamenjem.
Za pušenje lule potreban je pribor poput upaljača, čistača, pritiskivača, stalaka, torbica i drugih predmeta. U servisima mogu se popravljati oštećene lule.
Pušenje lule je umjetnost, viteška disciplina za dame i gospodu u duhu fair playa. Premda je kao i svako pušenje duhana štetna navika, pušenje lule je manje štetan način pušenja duhana. Pušači lula ne puše zbog stresa, nego zbog uživanja u aromama. Pušenje lule znatno je manje štetno od cigareta jer pušači cigareta pušenjem uvuku i izgorjeli dim cigaretnog papirića koji sadrži smole, katrana i druge spojeve, dok kod lule taj se dim ne uvlači u pluća nego 'pućka'. Pušenje lule ekološki je manje štetno i čistije, jer nema opušaka, prljavštine niti požara kao što se zbiva s odbačenim gorućim opušcima.
Duhan za lule je oplemenjen. Tehničkom se obradom izbacuju štetni sastojci kao nikotin, amonijak i ostali nepoželjni sastojci. Daljnjom obradom oplemenjuje ga se sokovima koji daju aromu.
Postoje natjecanja u dugom pušenju lule. Održavaju se svake godine svjetska prvenstva, europska prvenstva, državna prvenstva i županijska međuklupska natjecanja. Hrvatska također ima svoje državno prvenstvo. Na natjecanju pušači puše tri grama duhana u luli. Pobjeđuje pušač lule koji uspije najdulje pušiti, a da mu se ne ugasi duhan u luli. Sedam je natjecateljskih disciplina: pojedinac muški, pojedinac žena, par muški, par žene, miješani par, ekipa muški, ekipa žene. Natjecanja su u duhu fair playa koja se održavaju radi druženja i zabave.
Pored neformalnih lulaških druženja, postoje i registrirani klubovi pušača lula. Prvi hrvatski klub pušača lule osnovan je 1984. u Zagrebu, zatim u Splitu, pa u Dolcu Donjem kod Splita. Današnji klubovi pušača lule u Hrvatskoj su klub “Magla“ i “Buža“ iz Splita, “Zagreb“ iz Zagreba i “Mosor“ iz Omiša. Lulaši imaju svoje časopise kao što su Pipe and Tobacco, Pipe Magazine, forume poput hrvatskog Piperson.org ili najvećeg foruma na ovim prostorima Dimlule.com koji sadrže sve moguće informacije o tematici. Među pušačima osobito se cijene Dunhill lule koje se izrađuju od korijena s Islanda ili s Ognjene zemlje. Najviše lula proizvodi se od vrijeska, mediteranske biljke čije drvo pri izgaranju ne kvari aromu pušenog duhana. Svjetski poznati Alfred Dunhill rekao je da je najbolji vrijesak za lulu vidio na Korčuli.
Obožavatelji pušenja lule iz cijelog svijeta obilježavaju 20. veljače kao međunarodni Dan pušača lula.

## Vanjske poveznice
- Piperson Smoking Pipe Lounge
- Dimlule.com
- Pipes Magazine
- Pipes and Tobaccos Magazine  Arhivirana inačica izvorne stranice od 21. listopada 2014. (Wayback Machine)